# Лінія смерті
Про однойменний радянський фільм див. Лінія смерті (фільм, 1991, СРСР)
Лінія смерті (англ. Death Line) — англійський фільм жахів 1972 року.

## Сюжет
Студенти Алекс і Патриція знаходять непритомного міністра оборони Джеймса Менфорда, що лежить на платформі станції лондонського метрополітену. Але коли вони повертаються разом з поліцейським, тіло загадковим чином зникає. Наступного дня Менфорд не з'являється на роботі, що збуджує цікавість інспектора Скотланд-Ярда Колхауна. Він починає власне розслідування, незважаючи на заперечення з боку його керівництва. Незабаром Колхаун виявляє, що під тунелями лондонської підземки живуть люди, нащадки тих робітників, які були завалені в результаті зсуву при будівництві метро в 1895 році. Тоді вважалося, що всі робочі загинули, але вони вижили, стали розмножуватися, харчуючись м'ясом померлих. Так минуло багато років. І тепер, через багато років, після смерті своєї дружини, останній нащадок тих нещасних вибирається на поверхню в пошуках людського м'яса.

## У ролях
| Актор             | Роль                |
| ----------------- | ------------------- |
| Дональд Плезенс   | інспектор Колхаун   |
| Норман Россінгтон | сержант Роджерс     |
| Девід Ледд        | Алекс Кемпбелл      |
| Шерон Герні       | Патриція Вілсон     |
| Г'ю Армстронг     | «Чоловік»           |
| Джун Тернер       | «Жінка»             |
| Клайв Свіфт       | інспектор Річардсон |
| Джеймс Коссінс    | Джеймс Менфорд      |
| Гізер Стоуні      | Еліс Маршалл        |
| Г'ю Діксон        | доктор Бекон        |
| Джек Вулгар       | інспектор           |
| Рон Пембер        | оператор ліфта      |
| Колін Маккормак   | констебль поліції 1 |
| Гарі Вінклер      | констебль поліції 2 |
| Джеймс Калліфорд  | митар               |
| Сюзанн Вінклер    | повія               |
| Джеррі Кремптон   | працівник           |
| Теренс Пламмер    | працівник           |
| Гордон Петрі      | працівник           |
| Крістофер Лі      | Страттон-Вільє, MI5 |